# Satélite de alerta temprana

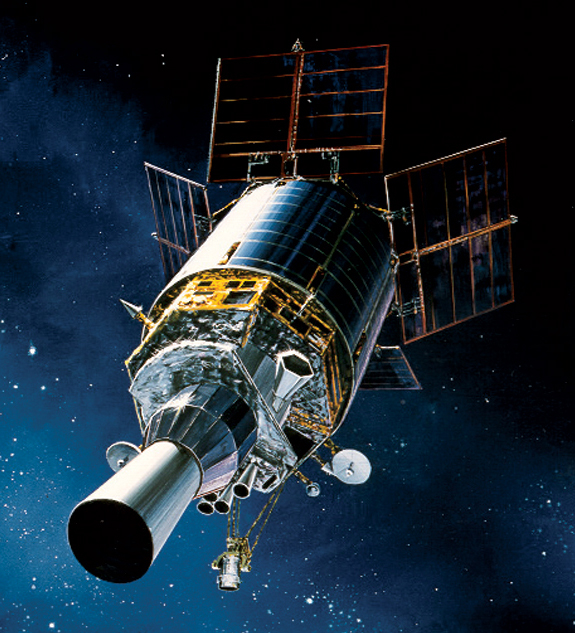
Representación artística de un satélite estadounidense DSP fase III.

Un satélite de alerta temprana es un satélite artificial diseñado para detectar rápidamente el lanzamiento de misiles balísticos y posibilitar así emprender una acción militar defensiva. Para ello, estos satélites utilizan detectores de infrarrojo que identifican el misil gracias al calor desprendido por sus motores durante la fase de propulsión.
Este tipo de satélite se desarrolló en la década de 1960 en el contexto de la Guerra Fría con el fin de activar alertas tempranas en los territorios objetivo de un ataque con misiles. Posteriormente se convirtió en un componente de los sistemas de defensa antimisil, así como en los sistemas de control regulatorio de pruebas nucleares.
Solo las dos principales potencias nucleares, Rusia y Estados Unidos, cuentan con una constelación de satélites de alerta temprana.

## Descripción

Ejemplo de la secuencia de disparo del misil balístico intercontinental Minuteman III: la propulsión permite la detección por un satélite de alerta temprana durante las fases 2, 3 y 4 correspondientes al funcionamiento de las 3 etapas del misil (A, B y C). Este misil se eleva hasta entre 100 y 200 km de altitud (el diagrama no está a escala).

El objetivo de un satélite de alerta temprana es detectar el lanzamiento de un misil balístico al inicio de su trayectoria, cuando su detección es posible puesto que su sistema de propulsión desprende calor.
Para un misil balístico intercontinental típico disparado desde una distancia de 10.000 km, esta fase propulsiva dura unos 3 minutos para un tiempo total de vuelo de unos 30 minutos. Después de esos 3 primeros minutos, la continuación del vuelo se hace por inercia y el misil se vuelve prácticamente indetectable para el satélite.
El satélite de alerta temprana tiene la ventaja sobre un radar de poder escanear casi el 50% de la superficie de la Tierra si está a una altitud suficiente y, por lo tanto, le da al país atacado más tiempo para reaccionar en comparación con un sistema basado únicamente en radar.
La detección del misil se realiza mediante sensores que observan longitudes de onda infrarrojas correspondientes a la temperatura de las llamas de los motores del misil (superior a 1000 °C). El ordenador de a bordo que procesa la señal debe poder eliminar las fuentes de radiación vinculadas al reflejo de la luz solar en el suelo o en las nubes. La imagen está ampliada por un telescopio cuya apertura alcanza un metro en los últimos satélites estadounidenses.

## Programas

### Estados Unidos

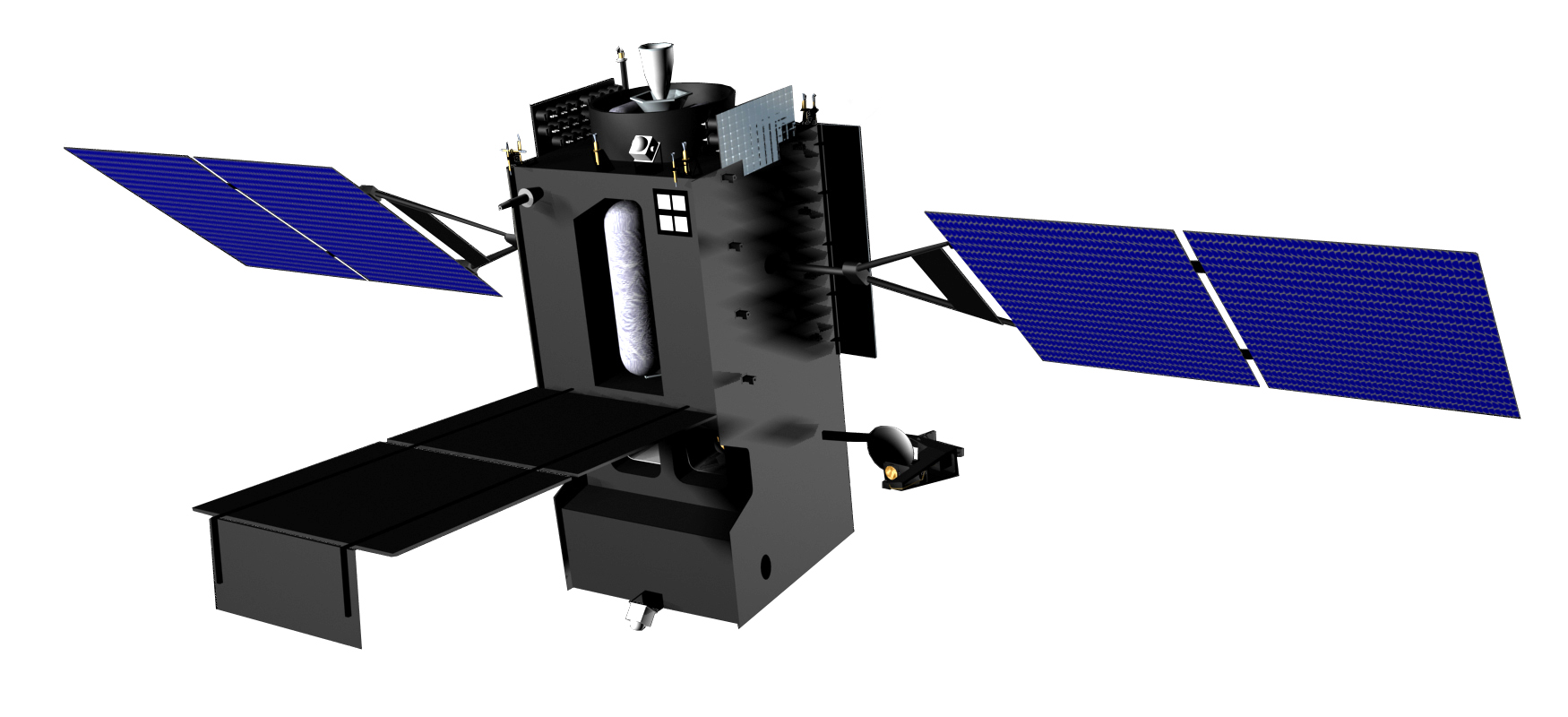
Representación artística de un SBIRS-GEO.

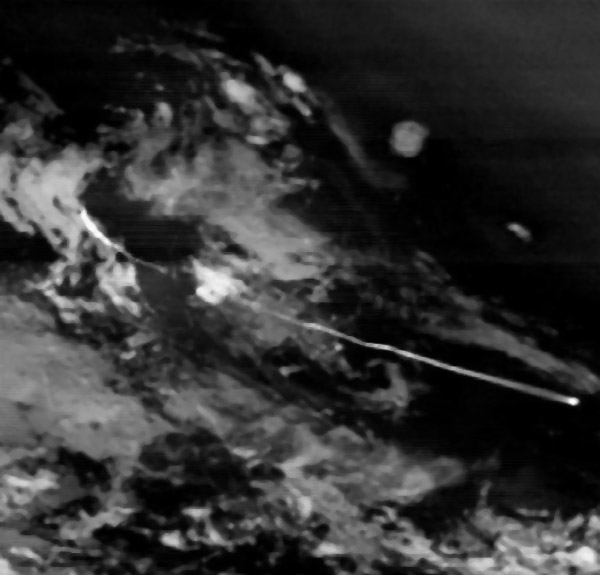
Observación del lanzamiento de un cohete Delta II por un satélite SBIRS en 2008.

Estados Unidos fue el primer país en intentar establecer un sistema de alerta temprana basado en el espacio. El objetivo era detectar lanzamientos de misiles balísticos soviéticos y avisar con entre 20 y 33 minutos de antelación de la llegada del misil (contra los entre 10 y 25 minutos de la red de radares terrestres BMEWS).
Los satélites MIDAS fueron lanzados entre 1960 y 1966, y aunque nunca entraron en una fase verdaderamente operativa, permitieron desarrollar este tipo de satélites. Los satélites DSP situados en órbita geoestacionaria tomaron el relevo a principios de la década de 1970. Varias generaciones de satélites DSP cada vez más eficientes se sucedieron hasta 2007.
Desde 2011 los DSP fueron reemplazados por el sistema SBIRS, el cual incluye satélites dedicados en órbita geoestacionaria (SBIRS-GEO) y en órbita terrestre baja (SBIRS-LEO), así como sensores a bordo de satélites Trumpet para uso mixto (escuchas telefónicas/aviso) situados en una órbita de Mólniya.

### Unión Soviética y Rusia
Los satélites US-K y US-KS desarrollados en el marco del programa Oko constituyeron la primera generación de satélites de alerta temprana soviéticos. 86 satélites US-K se situaron en órbita de Mólniya entre 1972 y 2010 y 7 satélites US-KS, de diseño muy similar, se situaron en órbita geoestacionaria entre 1975 y 1997, entrando el sistema en funcionamiento en 1980.
En 1983 un error de diseño en el software embarcado de los satélites US-KS condujo al llamado incidente del equinoccio de otoño, el cual consistió en una falsa advertencia de lanzamiento nuclear tras una confusión entre el calor causado por el reflejo de la radiación solar en las nubes y el liberado por el lanzamiento de un misil nuclear.
A diferencia de sus homólogos estadounidenses, los US-K y US-KS solo detectan lanzamientos de misiles balísticos tierra-tierra, debido a una electrónica menos sofisticada. Posteriormente, los US-KS fueron reemplazados por los US-KMO, capaces de detectar también lanzamientos de misiles balísticos mar-tierra. El primero de ellos sería situado en órbita geoestacionaria en 1991.
A principios de la década de 1990, tras unos diez años de operación, la cobertura proporcionada por estos satélites era solamente parcial, debido a una reducción en la tasa de lanzamientos.
En 2014, los últimos 3 satélites de alerta temprana en servicio cesaron sus actividades. Los satélites US-K debían ser reemplazados a partir de 2015 por una nueva generación de satélites llamada Tundra.

### Otros países
En Francia, la Direction générale de l'Armement llevó a cabo pruebas preliminares para el desarrollo de un satélite de alerta temprana. Se probaron sensores infrarrojos en dos pequeños satélites SPIRALE experimentales lanzados en 2009. Sin embargo, no se esperaba el lanzamiento de un satélite operativo antes de finales de 2020.
China también planeaba lanzar un programa de este tipo, según documentos de 2014.

## Familias
| País           | Familia               | Fecha de lanzamiento | Número de lanzamientos / fracasos | Lanzador                         | Masa                                    | Órbita                                                             | Vida útil                  | Estado        | Comentario |
| -------------- | --------------------- | -------------------- | --------------------------------- | -------------------------------- | --------------------------------------- | ------------------------------------------------------------------ | -------------------------- | ------------- | --- |
| Estados Unidos | MIDAS                 | 1960-1966            | 12/4                              | Atlas- Agena                     | 2 toneladas aprox.                      | Órbita terrestre baja                                              | de algunas semanas a 1 año | Retirado      | Primera generación; experimental; 4 versiones                                                                                                 |
| Estados Unidos | DSP (fase I)          | 1970-1973            | 4/1                               | Titan-3C                         | 907 kg                                  | Órbita geoestacionaria                                             | 1,25 años                  | Retirado      | |
| Estados Unidos | DSP (fase II)         | 1975-1977            | 3/0                               | Titan-3C                         | 1043 kg                                 | Órbita geoestacionaria                                             | 2 años                     | Retirado      | |
| Estados Unidos | DSP (fase II MOS/PIM) | 1979-1984            | 4/0                               | Titan-3C                         | 1170 kg                                 | Órbita geoestacionaria                                             | 3 años                     | Retirado      | |
| Estados Unidos | DSP (fase II v2)      | 1954-1987            | 2/0                               | Titan-IVD Transtage              | 1674 kg                                 | Órbita geoestacionaria                                             | 3 años                     | Retirado      | |
| Estados Unidos | DSP (fase III)        | 1989-2007            | 10/1                              | Titan-IVD Transtage              | 2386 kg                                 | Órbita geoestacionaria                                             | ¿3 años?                   | ¿Operacional? | A reemplazar por SBIRS |
| Estados Unidos | SBIRS                 | 2011-                | 4/0                               | Atlas V 401 ou Delta IV-4M+(4,2) | 4500 kg (SBIRS-GEO) 1000 kg (SBIRS-LOW) | Órbita geoestacionaria / Órbita terrestre baja / Órbita de Mólniya | 12 años (SBIRS-GEO)        | Operacional   | Satélites geoestacionarios (SBIRS-GEO), satélites en órbita baja, (SBIRS-LEO) y sensores embarcados en satélites Trumpet en órbita de Mólniya |
| URSS/Rusia     | US-K                  | 1972-2010            | 86/3                              | Mólniya                          | 2400 kg                                 | Órbita de Mólniya                                                  | 1 año                      | Retirado      | Remplazados por Tundra |
| URSS/Rusia     | US-KS                 | 1975-1997            | 7/0                               | Protón-K/Bloc-DM                 | 2400 kg                                 | Órbita geoestacionaria                                             | 1 año                      | Retirado      | Prácticamente idénticos a los US-K, remplazados por los US-KMO                                                                                |
| URSS/Rusia     | US-KMO                | 1991-2012            | 8/0                               | ProtónProtón-K/Bloc-DM-2         | 2600 kg                                 | Órbita geoestacionaria                                             | 5-7 años                   | Retirado      | Remplazados por Tundra |
| Rusia          | Tundra                | 2015-                | 4/0                               | Soyuz-2.1b/Fregat-M              | ?                                       | Órbita de Mólniya                                                  | ?                          | Operacional   | |